# Okurcalar
Okurcalar je obec nacházející se nedaleko města Alanya v provincii Antalya na jihu Turecka. Jedná se zejména o letní letovisko, po jehož pobřeží se nachází velké množství hotelů.

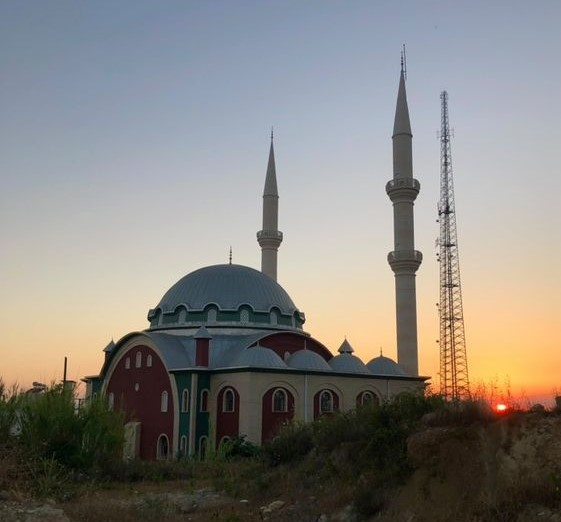
Místní mešita

## Geografie
Obec se nachází 31 km od Alanye a 28 km od Side a Manavgatu. Od antalyjského letiště je vzdálená 94 km. Je omývána Středozemním mořem.